# 橋本龍伍
橋本 龍伍（はしもと りょうご、1906年（明治39年）6月2日 - 1962年（昭和37年）11月21日）は、日本の大蔵官僚、政治家。衆議院議員（6期）。位階勲等は正三位勲一等瑞宝章。称号は法学士。
大日本麦酒の常務を務めた橋本卯太郎の五男で、第82代・第83代内閣総理大臣の橋本龍太郎および高知県知事を務めた橋本大二郎の父、衆議院議員橋本岳の祖父である。
少年の頃に結核性の腰椎カリエスに罹って11年に及ぶ闘病生活を送り、生涯杖を離せない身体となった。苦学して第一高等学校、東京帝国大学法学部を卒業、大蔵官僚や内閣官房次長を経て吉田学校の一員として文部大臣、厚生大臣等を歴任した。

## 来歴・人物

### 生い立ち
1906年6月2日、東京府荏原郡目黒村に大日本麦酒（現・サッポロビール）社員の橋本卯太郎・マツの五男として生まれた。本籍は渋谷区。
逗子開成中学、第一高等学校文科乙類を経て、1934年、東京帝国大学法学部法律学科独法科卒業。大蔵省に入る。

### 大蔵官僚として
広島税務署長、大蔵省大臣官房戦時施設課長、経済安定本部財政金融局企業課長を歴任し、その間に独占禁止法などの立案に携わる。吉田茂首相の下で内閣官房次長となり、政界入りを勧められ退官。

### 政治家として
1949年の衆院選で岡山2区より民主自由党公認で出馬し当選。
1951年7月、12月第3次吉田内閣第2次改造内閣、第3次吉田内閣第3次改造内閣で厚生大臣兼行政管理庁長官に就任。
1958年6月第2次岸内閣で厚生大臣に就任。1959年1月第2次岸内閣で文部大臣に就任。
1962年11月21日、喉頭癌により東京麻布の自宅において死去。葬儀委員長は自身と当選同期で親交があった佐藤栄作（龍太郎の結婚仲人もした）。墓所は岡山県総社市の宝福寺。橋本龍伍は次男の大二郎を自分の後継者にする意向であったが、その時、大二郎はまだ被選挙権を持つ年齢に達していなかったため、急遽、橋本龍太郎が継ぐこととなった。

## 栄典
- 1962年11月21日 - 勲一等瑞宝章。

## 家族・親族

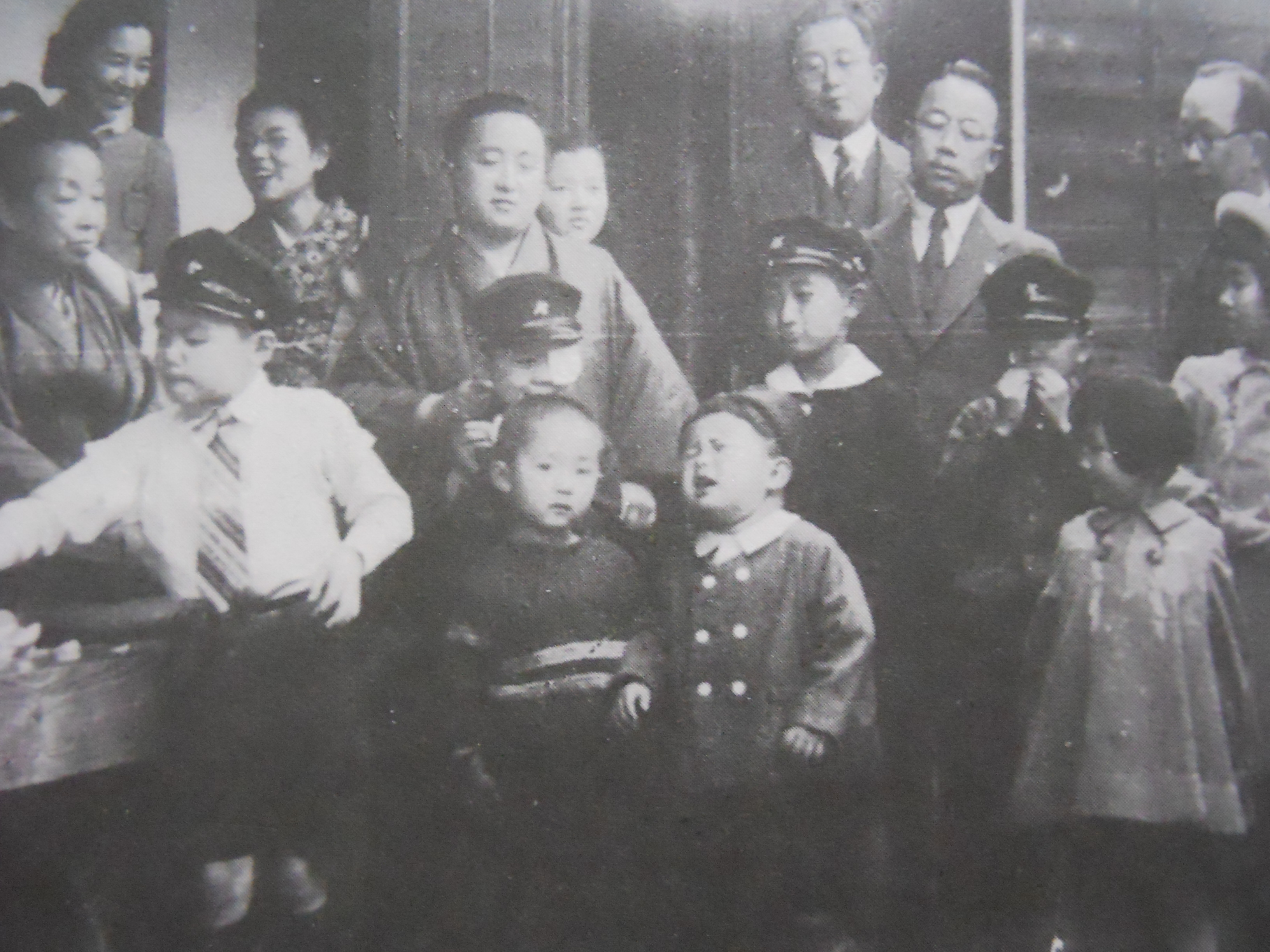
橋本家の人々、昭和16 (1941) 年撮影

### 橋本家
（岡山県総社市・倉敷市、東京都渋谷区・港区）
実家
- 祖父・源三郎（岡山県平民[6]）
- 父・卯太郎（東京府平民[6]、実業家・大日本麦酒の元常務）
明治2年（1869年）3月生[7]
岡山県人・橋本源三郎の長男[7]。卯太郎は農民だった[8]。
岡山県下道郡秦村（現・総社市）が高梁川の氾濫で水没すると上京、新聞配達をしながら苦学して高等工業学校を卒業[8]。馬越恭平日本ビール社長に見込まれ入社した[8]。当時専務をしていた石光真澄が卯太郎の人柄を見抜いて「妹・真都を嫁に…」と望み、二人は馬越の媒酌で結婚する[8]。酵母を扱う技師から常務に出世した卯太郎は8人の子宝に恵まれた[8]。男6人には「宇宙乾坤龍虎」に数字をつけて命名した[8]。趣味は書画骨董[7]。
- 母・マツ（熊本県、軍人石光真清　陸軍中将石光真臣の妹、陸軍主計総監男爵野田豁通の姪）
石光家は旧藩時代、熊本藩主細川家に仕えた武家だった。石光家の身分は軽かったが、細川家が肥後入国の時からお供をした家柄であり、代々殿のお側に奉仕していたから特別の取り扱いを受けていた[9]
- 兄
  - 宇一（学者・東京高等工業学校長、科学技術庁金属材料研究所初代所長）
  - 宙二（軍人・海軍大佐）
  - 乾三（検事）
- 弟
  - 虎六（学者・元東北大教授）

自家

左から二男・大二郎、龍伍、後妻・正、長男 龍太郎
（昭和31年、撮影）

- 先妻・春子（1917～1938、埼玉県、官僚、政治家大野緑一郎（元警視総監）の長女）…龍太郎を出産した５ヶ月後に中耳炎がもとで急逝
- 後妻・正（兵庫県、官僚、政治家若宮貞夫の四女）
- 長男・龍太郎（政治家・首相）…春子との間の子
- 二男・大二郎（NHK職員・政治家）…正との間の子

## エピソード

### 人柄・性格
小学校はなんとか卒業することができたが、逗子開成中学に進むころから闘病生活に入った。闘病生活の間に独学で勉強し、検定で逗子開成中学を卒業した。病院から退院した時には高等学校の受験資格を得ていたため、第一高等学校に進学するべく願書を提出した。しかし身体障害者は軍事教練ができないという理由で、願書は突き返された。ひとまず慶應義塾大学に入学したが、入学したのと同時に連日文部省に通い直談判した。その結果、受験資格の認定制度が改定され、自分で行動できる障害者にも官立の旧制高等学校、大学への受験資格が与えられるようになった。慶應を卒業することはなかったが、一度自分に門戸を開いてくれた学校への愛着は変わらず、長男龍太郎の慶應義塾大学進学を大変喜んだという。
龍伍について長男龍太郎は「物心つくころから私には父におぶってもらったり抱いてもらったという記憶はありません。いつも松葉杖かステッキをついている父の後を追って歩いた、そんな思い出だけが残っています」。「私が自分の父親を尊敬し今でも誇りに思うのはそのハンディキャップにもかかわらず自分の人生を自分の力で切り拓いていった､その強靭な精神力です。そして絶対に物事に対してあきらめを持たなかった。本当に挑戦者という姿勢を生涯とり続けたことです」と述べている。
思想問題で官憲に追及されている友人を下宿にかくまったことにより、警察に2度拘留された。
自身の体が不自由だったことから、「政治は弱い人のためにある」を政治信条にしていた。この信条は龍太郎にも引き継がれ、厚生族としてのキャリアを政界で重ねていくこととなる。

### その他
趣味は登山、写真、美術鑑賞、和歌。宗教は臨済宗。住所は東京都港区麻布仲ノ町、岡山県総社市秦下。